# سیروئلا
سیروئلا (به اسپانیایی: Siruela) یک شهرستان در اسپانیا است که در استان باداخس واقع شده‌است.